# Neopangrapta stenothyris
Neopangrapta stenothyris är en fjärilsart som beskrevs av George Francis Hampson 1926. Neopangrapta stenothyris ingår i släktet Neopangrapta och familjen nattflyn. Inga underarter finns listade i Catalogue of Life.